# Tamsi (Kaiu)
Tamsi – wieś w Estonii, w prowincji Rapla, w gminie Kaiu.